# Вилавалелонга (Л'Аквила)
Вилавалелонга (итал. Villavallelonga) је насеље у Италији у округу Л'Аквила, региону Абруцо.
Према процени из 2011. у насељу је живело 936 становника. Насеље се налази на надморској висини од 956 м.

## Становништво
| 1936. | 1951. | 1961. | 1971. | 1981. | 1991. | 2001. | 2011. |
| ----- | ----- | ----- | ----- | ----- | ----- | ----- | ----- |
| 1.838 | 1.941 | 1.574 | 1.279 | 1.095 | 1.070 | 1.004 | 936   |